# Спортивний бюстгальтер

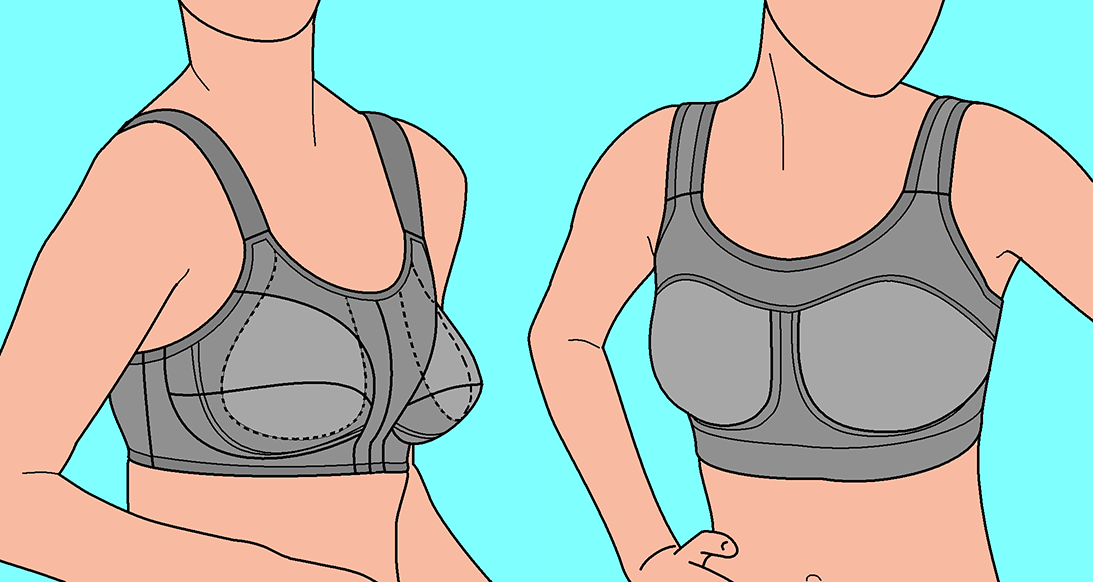
Інкапсулюючий (ліворуч) і компресійний (праворуч) спортивні бюстгальтери

Спортивний бюстгальтер — спеціальний бюстгальтер для факсації та підтримки грудей під час фізичних тренувань. Він мінімізує рух грудей, полегшує дискомфорт і зменшує можливість пошкодження зв'язок грудей.
На відміну від повсякденного бюстгальтера, спортивний відрізняється кроєм, матеріалами і розташуванням застібки (або її відсутністю). Носити спортивний бюстгальтер можна не лише як білизну, але й як самостійний предмет гардеробу (проте слідкувати, чи не перетискає він груди, і підібравши правильний тип).

## Історія

Jogbra (вигляд ззаду)

Перша офіційна згадка спортивного типу бюстгальтера датується 1975 роком — Glamorise Foundations використали незвичну конструкцію бюстгальтера для гри в теніс. Два роки потому дизайнерки Гінда Міллер, Ліза Ліндал і Поллі Палмер-Сміт запатентували спортивний бюстгальтер Jogbra для бігу підтюпцем. В подальшому ці моделі використовувались для занять аеробікою і кінним спортом.
У 1990 році бюстгальтер Jogbra був проданий компанії Playtex. Згодом Крістін Гейкок, доцентка кафедри хірургії в університеті медицини в Нью-Джерсі, провела ряд досліджень під час занять жінок на біговій доріжці. Завдяки цьому спортбра набув широкі бретелі і еластичну резинку під грудьми.
З 2001 року форма спортивного бюстгальтера стала звичним топом до середини ребер. Нині його виготовляють зі спеціальних високотехнологічних матеріалів, які відводять вологу і дозволяють шкірі дихати.
Наприкінці 2014 року в Австралії був створений перший у світі біонічний бюстгальтер.

## Види

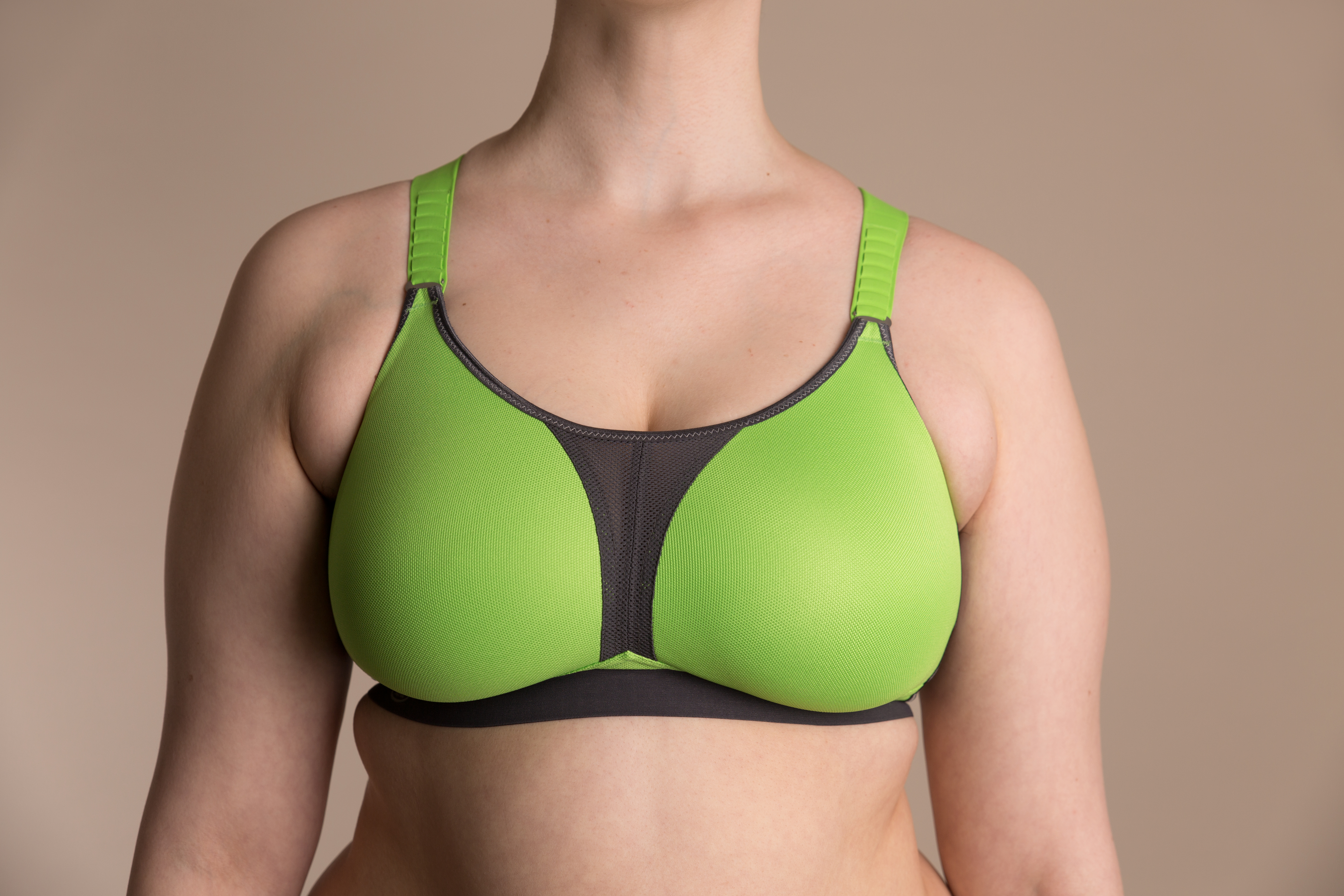
Спортивний бра для великих грудей

Існують три варіанти спортивних бюстгальтерів, здатних забезпечити середній, високий і низький ступінь підтримки грудей. 
Моделі з невеликим рівнем підтримки не вимагають інтенсивного динамічного навантаження і ідеально підходять для велосипедних прогулянок або відвідування занять з пілатесу та стретчингу. Середня підтримка необхідна для занять на силових тренажерах. Для занять бігом, стрибками через скакалку та інших навантаженнях, що передбачають підстрибування (наприклад, для гри у волейбол), необхідна висока ступінь підтримки грудей.
За конструктивною ознакою розрізняють компресійні та інкапсулюючі (англ. encapsulation) спортивні бюстгальтери. Компресійні моделі підтримують бюст за рахунок сплющування і притиснення молочних залоз до грудної клітки. Неправильно підібраний компресійний бюстгальтер може створювати дуже великий тиск, при цьому шкіра верхньої частини грудей і декольте розтягується і травмується. Носіння правильно підібраного бюстгальтера слід обмежити безпосередньо тренуванням.
Інкапсулюючий бюстгальтер підтримує кожну грудь окремо. Як і в звичайного бюстгальтера, чашка виконана з нерозтяжної тканини. Може бути із закритою м'якою чашкою без кісточок або з м'якою чи щільною чашкою на кісточках. Такий бюстгальтер, як і звичайний, підтримує груди, не чинячи на них тиск, тому його можна носити тривалий час.
Також існують комбіновані моделі спортивних топів, в яких поєднуються переваги компресійних та інкапсулюючих бюстгальтерів.

## Галерея

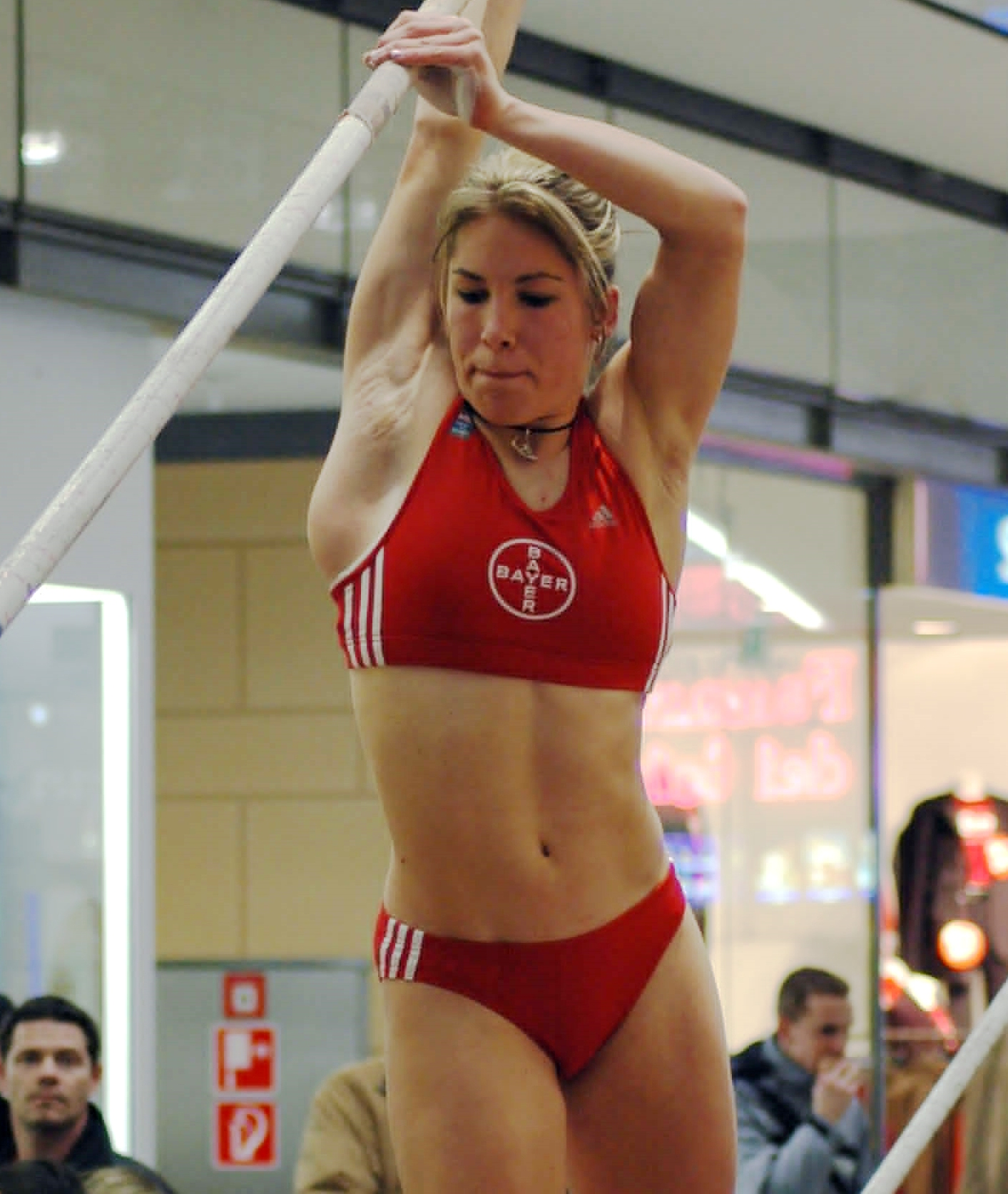
Німецька стрибунка з жердиною Флое Кюнерт, 2004.
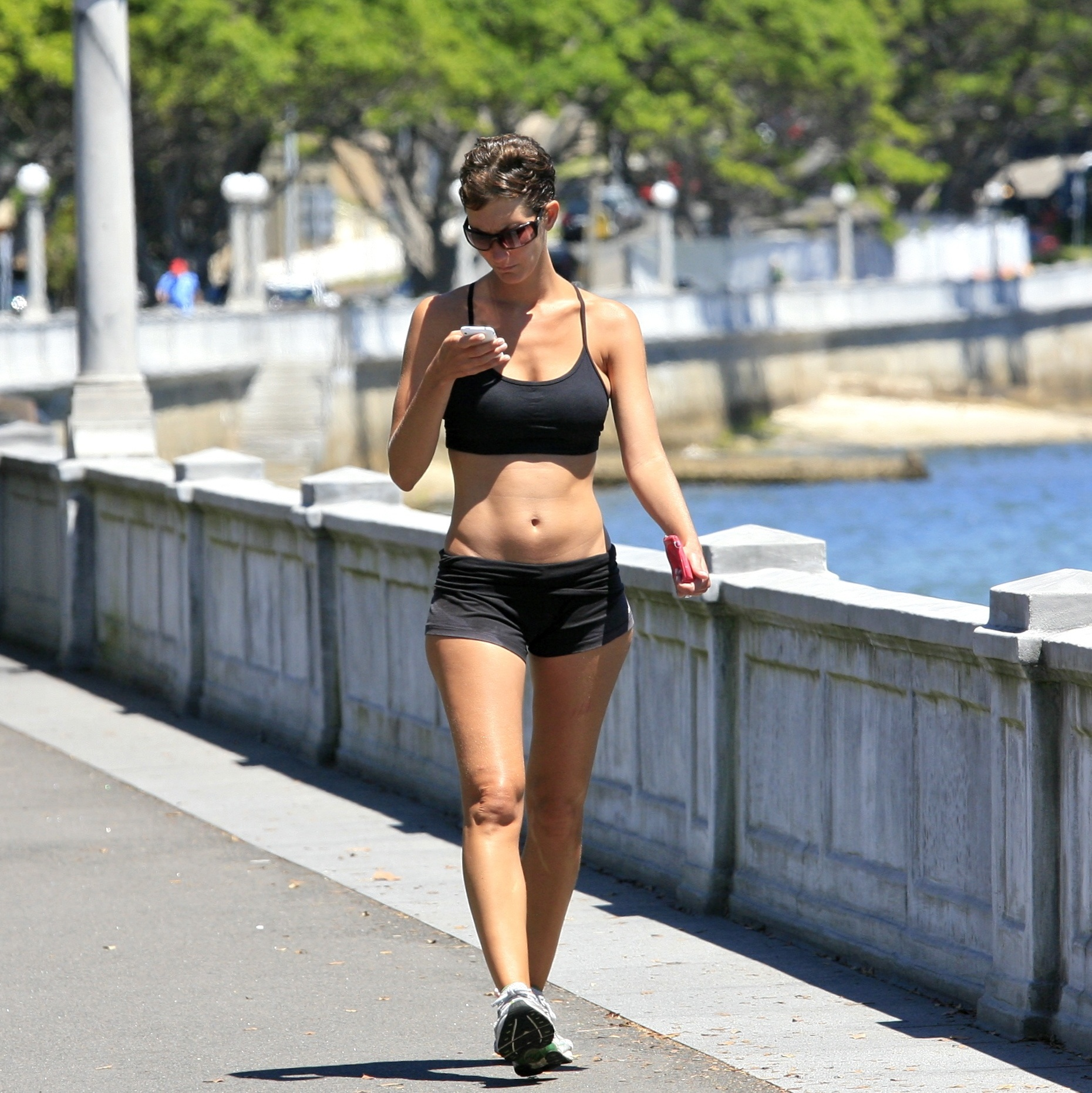
Жінка в спортивному топі і трусиках-шортах на прогулянці в Сіднеї, 2012.
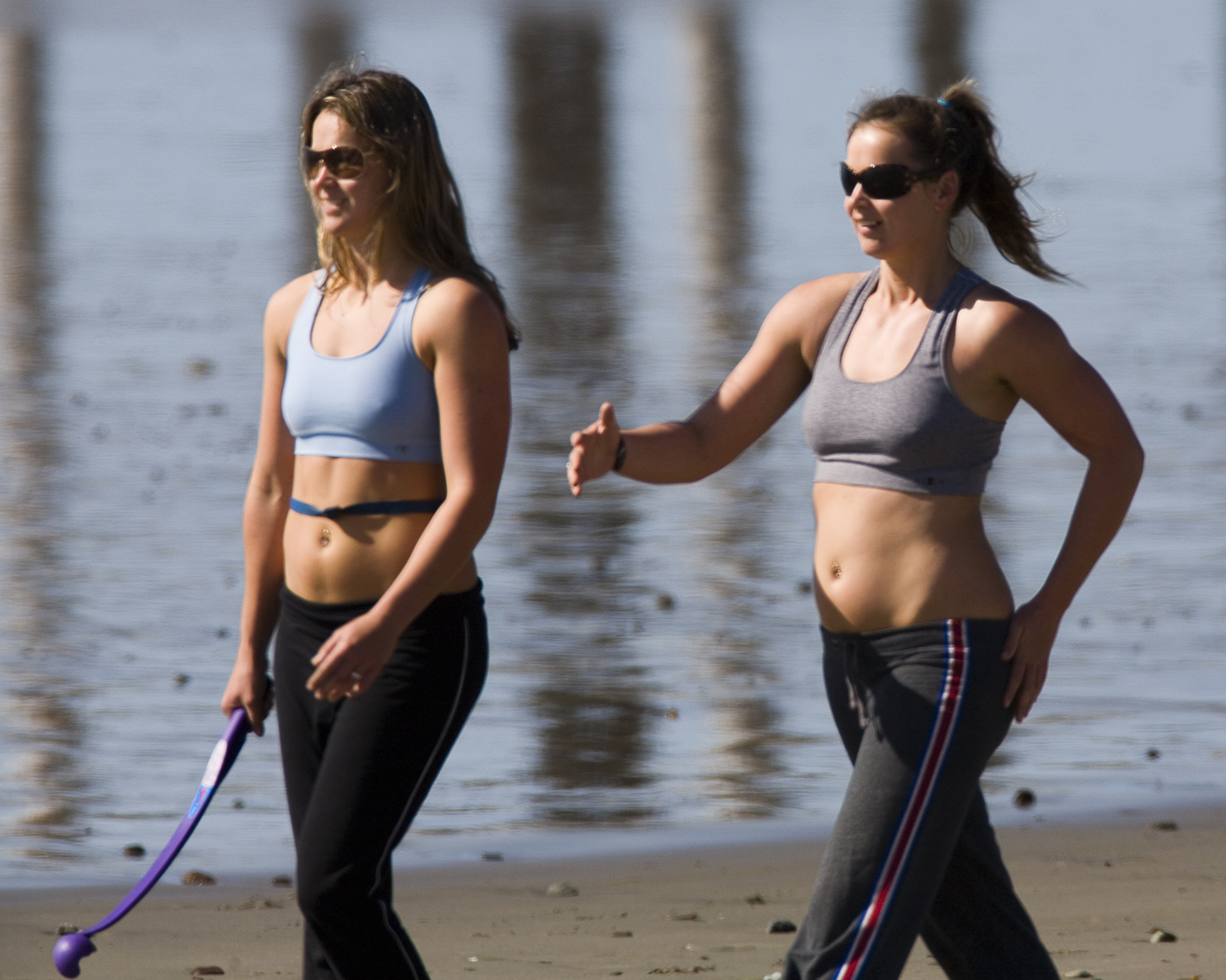
Дві жінки займаються спортом, Каліфорнія

## Цікаві факти
У 1999 році, у фіналі жіночого чемпіонату світу з футболу, Бренді Честейн реалізувала переможний пенальті. В пориві емоцій вона зняла з себе футболку, залишившись у спортивному топі. Знімок цього моменту облетів ЗМІ всього світу.
Чоловіки також використовують спортивний бюстгальтер, але не на постійній основі. Час від часу футболісти надягають під тренувальний одяг щось схоже на топ, однак його головна функція полягає не в підтриманні грудей, а в контролі пульсу, метаболізму і положенні гравця на полі.
В період реабілітації після зміни розміру і форми грудей необхідно носити бандаж або спортивний бюстгальтер, щоб сформувати правильну форму грудей, згладити болісні відчуття і прискорити процес загоєння швів.